# Uroptychus paku
Uroptychus paku is een tienpotigensoort uit de familie van de Chirostylidae. De wetenschappelijke naam van de soort is voor het eerst geldig gepubliceerd in 2009 door Schnabel.